# Wijkia longipila
Wijkia longipila là một loài Rêu trong họ Sematophyllaceae. Loài này được (Broth.) H.A. Crum miêu tả khoa học đầu tiên năm 1971.